# Henri Roux-Costadau
Henri Roux-Costadau est un homme politique français né le 23 avril 1875 aux Mées (Alpes-de-Haute-Provence) et décédé le 12 février 1946 à Saint-Maurice.

## Biographie
Instituteur et militant socialiste, il est révoqué de ses fonctions en 1906 à cause de son activité militante. 
Il est député de la Drôme de 1910 à 1919.
Élu comme socialiste SFIO en 1910, mais exclut du groupe dès 1912 pour son vote contre la loi représentation proportionnelle.
Il siégea comme "Non-inscrit" de 1912 à 1914, s'inscrit à l'Union républicaine radicale et socialiste en 1914-1915, pour de nouveau rester indépendant jusqu'en 1919.
Aux élections de 1919, il fut largement battu.